# Syngonanthus flavidulus
Syngonanthus flavidulus är en gräsväxtart som först beskrevs av André Michaux, och fick sitt nu gällande namn av Wilhelm Willy Otto Eugen Ruhland. Syngonanthus flavidulus ingår i släktet Syngonanthus och familjen Eriocaulaceae. Inga underarter finns listade i Catalogue of Life.